# Jangareddygudem
Jangareddigudem é uma vila do distrito de West Govari, no estado indiano de Andhra Pradesh. É o centro económico do distrito.